# Nathan Fasika
Nathan Idumba Fasika (Kinshasa, 28 febbraio 1999) è un calciatore congolese (Repubblica Democratica del Congo), difensore del Cape Town City.

## Carriera

### Club
Ha vestito la maglia del Saint Éloi Lupopo, per passare successivamente ai sudafricani del Cape Town City. Ha esordito in Premier Division in data 21 agosto 2021, schierato titolare nel pareggio per 0-0 arrivato in casa contro il SuperSport Utd. Il 18 dicembre seguente ha trovato il primo gol, con cui ha contribuito alla vittoria per 2-1 arrivata sul Moroka Swallows.
L'8 marzo 2024 è stato ufficializzato il suo passaggio in prestito – con opzione per l'acquisto a titolo definitivo – ai norvegesi del Vålerenga.

### Nazionale
Ha debuttato per la Repubblica Democratica del Congo in data 17 gennaio 2021, schierato titolare nella vittoria per 1-0 arrivata contro la Repubblica del Congo. L'11 novembre successivo ha trovato il primo gol, nella vittoria per 0-3 arrivata in casa della Tanzania.

## Palmarès

### Club

#### Competizioni nazionali
- 1. divisjon: 1

Vålerenga: 2024